# لور بیدینگ
لور بیدینگ (به انگلیسی: Lower Beeding) یک روستا و محله مدنی در بریتانیا است که در Horsham District واقع شده‌است. لور بیدینگ ۱۸٫۴۵ کیلومتر مربع مساحت و ۱٬۰۰۱ نفر جمعیت دارد.